# ガンダムアストレイ
ガンダムアストレイ (GUNDAM ASTRAY) は、ガンダムシリーズ」のうちのコズミック・イラ (C.E.) 年代を描いた「ガンダムSEEDシリーズ」に登場する架空の兵器。「ガンダムシリーズ」の主要兵器である人型ロボット「モビルスーツ (MS) 」の1機種で、テレビアニメの裏で展開される公式外伝「機動戦士ガンダムSEED ASTRAYシリーズ」の主要機体。
作中国家のひとつであるオーブ連合首長国が、地球連合軍のG兵器の技術を盗用して独自開発した試作機。軽量化のために極限まで装甲が削減されているのが特徴で、その開発経緯から連合側のMSと一定の互換性をもつ。フレームの色が異なる同型機が複数存在し、赤いレッドフレームはシリーズ初期の主人公であるジャンク屋のロウ・ギュール、青いブルーフレームはプロ傭兵部隊「サーペントテール」のリーダーである叢雲劾、金色のゴールドフレームはオーブ五大氏族サハク家の双子の兄であるロンド・ギナ・サハクによって持ち出され、それぞれ独自の改修や装備の追加が行われる。テレビアニメ本編では量産型のM1アストレイが登場するほか、『SEED』本放送時のオープニングでは、レッドフレームの静止画が一瞬映るカットがある。「アストレイ」とは、英語で「王道ではない」など主動を外れたという意味合いをもつ。
メカニックデザインは阿久津潤一。後継の系列作品に登場する派生機などはその他のデザイナーが分担して行っている。

## 設定解説
オーブ連合首長国の国営企業であるモルゲンレーテ社が、地球連合大西洋連邦から極秘に製造を請け負った初期GAT-Xシリーズに用いられた大西洋連邦側の技術を盗用して完成させた機体。型式番号は Main Battle Figure を略したもので「主要戦闘機」を意味する。また、後に開発される制式量産機「M1アストレイ」の原型機という意味から「プロトタイプアストレイ」、「P（プロト）シリーズ」、「P0シリーズ」、「プロトアストレイ」といった通称を持つ。
C.E.70年当時、戦争が激化する中で自国防衛戦力の強化の必要性を感じたオーブはMSの開発に着手したが、自国のみでの開発は難航を極めていた。既にザフトの主力MSジンを入手・解析しそれをコピーする事は可能であったが、オーブにおける制式MSにはジンを凌駕する性能を欲した。モルゲンレーテではエリカ・シモンズ技術主任の元、独力で地球連合が開発するMSと遜色のないシステム・構造を導入できるレベルに達したが、武装・装甲材・特殊技術では連合側に一日の長があった。反対に、大西洋連邦はナチュラル向けのMS操縦支援OSの実用化に苦戦しており、打開策として共同開発のオファーをモルゲンレーテに持ちかけた。この際、本事業を請け負っていたオーブ五大氏族の一つサハク家は、オーブが最先端を行くパワーパック技術を提供し、それをきっかけにストライクガンダムのストライカーパックの設計、そして自国の資源衛生コロニー「ヘリオポリス」におけるMS製造の請負まで確約させる。そしてサハク家は、その開発・製造過程の技術を盗用することを独断で決定した。
これは明らかに大西洋連邦との契約に違反したものだが、結果的にモルゲンレーテはG兵器からMS本体の開発データを取り込むことに成功した。そのため、基本性能と装備品などはG兵器との類似点が多い。機体の基本構造も連合のG兵器に合わせた作りとなっており、OSもいくつかの改変を行いつつ連合側と共通のものを導入した。ただし、アストレイシリーズのOS開発を担当したヘリオポリスのカトウ教授の手をもってしても成果は上がらず、量産型であるM1アストレイのOS完成にはキラ・ヤマト等の助力を仰ぐ結果となっている。
プロトアストレイの開発はヘリオポリス内の秘密工場で極秘裏に進められ、最終的に5機がロールアウトした。内1～3号機は基本フレームの色が異なる「ゴールドフレーム」「レッドフレーム」「ブルーフレーム」としてC.E.71年に建造されている。
残りの2機は予備パーツであり、C.E.73年からの大戦までは行方をくらましていたが、4号機はその後ほぼそのまま（AIとセンサーを改修）組み上げられて「グリーンフレーム」に、5号機はライブラリアンによる大幅な改修を経て「ミラージュフレーム」として完成している。
その後、プロトアストレイの設計データはオーブ崩壊時に国外に流出し、「レイスタ」、「シビリアンアストレイ」などの民生MS開発へと繋がっていった。また、マーシャン製のMSにも部分的に技術が利用された。また流出したデータにより、ライブラリアンはレッドフレームを再建造（「レプリカ」）、アクタイオン社は独自改修した「ノワール」と「ターンレッド」を建造している。

### 機体構造
フレーム
基本フレームはG兵器のものを踏襲しつつ改良を加え、機体の軽量さとあいまって極めて高い運動性能を発揮する。また、限りなく人間に近い動きが可能な柔軟性を持っている。
装甲
ブラックボックスであった フェイズシフト装甲の解析に失敗したため、装甲材及び構造材にはオーブ独自のマテリアルである発泡金属が採用され、かつバイタルエリア以外は被装甲箇所を大幅に減らすことで機体を軽量化。ゆえに胴部背面、肩部後面、前腕部腹面、大腿部側面後面、脛部全周は装甲が無くフレームが剥き出し（正確にはフレームに合わせて整形された軽素材による極薄のカウルが被せてあるが、これでも防御力の低下は避けられない）になっている。当然ながら耐弾性能は低いが、重量はG兵器の中で最も軽いデュエルと比較しても10トン以上の軽量化に繋がり、運動性能向上に大きく貢献する要素となった。「“軽量軽装甲、耐弾性能の劣勢は運動性能の優勢をもってこれを補う”」というこの基本設計思想は、以後オーブ軍主力MSに受け継がれていく。
腕部
各部位の円筒形部分はモーターとなる。
脚部
足の裏側にはラバー製パーツも用いている。
頭部
両側面（イーゲルシュテルン基部）を残した「中心のみ＝センサーやマスク類の部位」を取り外せる構造となっている。交換可能な頭部ユニットも存在する。
背部
背中には多関節アームによって必要に応じて腰部背面の尻尾状（テール）パーツまでスライドする可動式バックパックを持つ。テールパーツはバックパック及びライフルのマウントスペース兼電力ケーブル結合部であり、備えられたプラグを介してバッテリーを充電する
オプションパーツも多数設計されていたが実際にオーブ軍の手で製作されることはなく、最終的にはブルーフレームのコンピュータ内にデータとして限定的に残されることとなった。

### 武装
75mm対空自動バルカン砲塔システム イーゲルシュテルン
前期GAT-Xシリーズに採用されたものとほぼ同一。差異として発射時に開放される上下可動式カバーを有する。
ビームライフル
後発のM1アストレイが持つ71式と混同されることもあるが、細部に違いが見られるプロトアストレイシリーズ独自のデザイン。フォアグリップはストライクの物と同じく水平位置まで動かせる。未使用時は背部テールパーツにマウントが可能。
なお、設定上では銃身下部にグレネードが備えられているとされる。
ビームサーベル
連合側の同名兵器との差はほとんど無いが、グリップが円筒形ではなく平たい楕円形。コミック版では、たとえ強力でもエネルギー消費が激しい点にスポットライトを当て、わざと使わない、または代わりの武器を持つ描写を多くしていたのがアニメ本編とは対照的であった。
未使用時は、自由に着脱できる一対のサーベル用ホルダーに1本ずつ挿し、それを本体背面の肩甲骨およびリアアーマー付近に備える小さな台形状のラッチを使って装着する姿と、バックパックの裏に装着する姿の2通りが見られる。
光電（雷）球
設定集では「ビームエネルギー ホウ電」とも脚注され、作中ではレッドフレームだけが使用している腕部内蔵能力。ある時ガーベラ・ストレートに間違えてビームサーベル用のエネルギーを送ろうとしたアクシデントで、供給されるはずの荷電粒子などがアーム外装部に帯電したことで発見された。
あくまでも威嚇用途であるため、ゴールドフレームとの戦闘時にフルパワーで使用したレッドフレームは右腕を大破させてしまい、ヘリオポリスで回収していたゴールドフレームの腕を移植する原因となった。
対ビームシールド
ストライクなどが持つのと同形の盾。PS装甲がなく耐弾性能が低いアストレイにとっては実体弾を防御する上でも重要な装備。

### 備考
名称について
「アストレイ」というペットネームを名付けたのは開発・設計を担当したエリカ・シモンズで、技術盗用と言う邪道（＝王道ではない）な手段で開発された事に由来するものだが、もう1つ、彼女が日頃から世界の現状と自らの立場に嘆き「I was led astray by bad directions.（いいかげんな道案内で、私は道に迷ってしまった）」と感じていた、と言う由来がある。ロウはこの名称を「人を活かすための機械＝兵器から外れたもの」と言う意味で使っており、アストレイシリーズに限らず、いわゆる「ガンダムタイプ」のMSも含めて「アストレイ」と呼んでいる。
また、機体ごとの「～フレーム」という呼称はロウがアストレイをフレームの色で呼び分けていたのがそのまま定着したものである。
デザインについて
公式ホームページなどに掲載されているのが決定稿であり最も広まっている設定画だが、ASTRAYシリーズ企画スタート直前に公開された検討画稿では、顔つき、サイドアーマー、ポージングなどに若干の違いが見られた。2004年にはOVA専用の設定画（正面向きのポーズ）が用意された。
2009年に入り、プラモデル『PG 1/60 アストレイ レッドフレーム』の特集を組んだ『電撃ホビーマガジン』誌上で披露されたゴールド・レッド・ブルーフレームのカラー画稿では、肩幅いっぱいに開いた脚に重心を置くマッシブなスタイルだった従来から、軽く膝を曲げて自然体に立つボディーラインへのスリム化、後頭部両側面・ふくらはぎ両側面・バックパック両側面（先端）などの一部が頭頂部メインセンサーと同じクリアーグリーン・パーツ化、金属質な光沢感をもつ薄めのフレーム色への変更などが施された密度の高いデザインとなっている。。

## ゴールドフレーム
オーブでスペシャル機を表す金色のフレームを持つ。他のアストレイとは異なり、両腕の掌に増設された連合MSと共通の武器接続プラグを有するためデュエルを初めとするG兵器などの専用ウェポンをプロテクトの解除なしで使用できる。
ヘリオポリスからの脱出時に退路を切り開くためにゲイボルグを使用した折に、整備の不充分さから右腕がバーストを起こし、機体への悪影響を防ぐために排除され、喪失している。元々は脱出時にナチュラル用OSのデータとオプション装備のデータも本機にコピーされ持ち出されるはずだったが、データ量の多さからコピーしきれず、レッドフレームとブルーフレームに写されることとなった
作中の活躍
ヘリオポリス襲撃の折に本国からの処分命令を無視しロンド・ギナ・サハクが自らの野心のために持ち去った。当初はアストレイ全機を運び出そうとしたがヘリオポリス襲撃が始まってしまい、ギナは先行して本機に乗り込み脱出している。この際に残された本機の右腕を拾ったことでロウ・ギュールはレッドフレームとブルーフレームの発見に至った。この右腕は後述するようにレッドフレームの修復へ使用されることとなる。

### 天（未完成）
損失した右腕をオーブ近海で極秘裏に回収したGAT-X207 ブリッツのものに、レッドフレームに破壊された頭部を新造のモノアイ内蔵タイプに換装した改修機。「天」は「アマツ」と読む。
右肩アーマーの上部には赤いラインが施され、右腕のマニピュレーターの指先は鋭角化されている。ブリッツの能力を取り込むことに成功したため、全身はミラージュコロイドを定着・使用するため黒色の装甲となり、右腕のみPS装甲を展開させられるようになった。ギガフロートでの戦闘では右腕だけを消した状態で斬りかかってきたガーベラ・ストレートを掴み、突然空間で静止したかのような錯覚を与えるなどしてレッドフレームを翻弄した。
まだ調整状態であり、ギガフロート攻防戦から第三次ビクトリア攻防戦までの期間に右肩部の微細改修や、後述の「トリケロス改」への換装が行われた。

### 天
天の完成型。本体の形状は未完成状態から大きな変化はないものの、背中に装備された「マガノイクタチ」によりイメージが大きく変わり、より禍々しさを増している。ちなみに「マガノイクタチ」はパーツ状態で軌道衛星「アメノミハシラ」に運び込まれ、そこで本体に組み込まれた。未完成状態との差異は背部ユニットと左肩部の安定翼、およびネックガード。
攻盾システム「トリケロス改」
ブリッツの右腕と共に回収したトリケロスを改造したもの。形状は変更されているが、搭載武器は同一。シールドの縁は一部が鋭利化され、実体刃として使用可能となった。また、ビームサーベルは「50mm高エネルギービームライフル」の砲口からビーム刃が形成されるタイプに一元化された。
マガノイクタチ
コロイド技術を応用した試作非殺兵器。ミラージュコロイドを空間に散布し、それをキャリアとして敵のバッテリーを強制放電。さらには放出した電気を自機にチャージする事を可能とする。ただし、C.E.71年における実装段階では空間に散布されたコロイドがロストする率が高かったため、完全な実用化には至らなかった。そのため、同年の段階では背部に装備された翼状のデバイスを敵機に接触させ、敵機内に送り込んだコロイド粒子によって敵機と自機を擬似的に連結。バッテリーを強制放電させ自機のエネルギーとして吸収するタイプとなった。その後、『VS ASTRAY』の時代にてコロイド制御技術の向上により触れずとも強制的に放電できるようになっている。
原子炉搭載型のモビルスーツであっても電力生産量を超過した放電を行えるため、この装備の効力を受ければ機能を停止に追い込むことができる。このユニットは背部に展開することで翼としても機能し、本装備の改良型コピーとして作られたマガノイクタチストライカーではコロイド制御の力場も空力制御に利用することでより高い機動性を与えている。
ちなみにマガノイクタチは漢字で「禍ノ生太刀」と記述し、「敵に禍をなし、自らを生かす武器」という意味を持つ。
マガノシラホコ
マガノイクタチに付属する射出武器で、鋭利な槍の穂先を射出する。先端がフェイズシフト装甲で出来ており、射出時にフェイズシフトし強固になるため、非PS装甲に対して高い威力を持つ。またワイヤーで本体と繋がれている為何度でも使用できる。ただし、射出される先端部はバーニアを持っていない為、射出後の軌道コントロールは原則的にできない。だが、パイロットであるロンド姉弟は優れた使用技術によって射出後のマガノシラホコをある程度コントロールすることができる。

### 天（完全体）
『SEED ASTRAY special edition』に登場。モルゲンレーテ社が当初予定していた天の完成型。（型式番号：MBF-01）
ブリッツの腕から解析されたPS装甲とミラージュコロイドシステムを応用して、全て新規製造のオリジナルパーツで開発される予定だった。しかしギナが出撃を急いだ為、ブリッツの腕を移植して使用することになり、実際に造られることはなかった。両腕がブリッツに近いものとなり、脚部も追加装甲がアンクルガードのみとなっている他は、後の天ミナと同型になっている。また、太股前面の装甲デザインがPGのディテールとなっている。

### 天ミナ
レッドフレーム及びブルーフレームセカンドLとの戦いにおいて損傷したゴールドフレーム天を、オーブ管轄の宇宙ステーション「アメノミハシラ」にて改造した機体。改修された機体は、前出の改造前の天と区別する意味もあり、搭乗者であるロンド・ミナ・サハクの名からそう呼称される。
天からの主な改修点は、脚部の強化および武装追加である。脚部はフレーム機構が露出している前面をGAT-X207 ブリッツに近い形状の追加装甲で覆い、ハイヒール状の新型足首ユニットに交換されている。これは当初の修復時には天と同様のものが用いられていたが、稼働試験中に偶然遭遇したZGMF-X11A リジェネレイトとの衝突時に脚部を破壊された為である。なお外形上では判別できないが、内部構造も相応に手が加えられており、トータルでは約30%程度のスペック向上が見込まれている。大気圏内を飛行することも可能で、C.E.73年代の最新鋭機とも充分に渡り合えるポテンシャルを秘めており、劇中でもトップクラスの機動力を持つといえるデルタアストレイを一蹴している（これは当然パイロットであるミナの高い技量によるものとも言えるのであるが）。
また、「天空の宣言」後、ザフト脱走兵が潜伏していた町にザフト正規軍がバビを用いて攻撃をしていた際に突如舞い降り、バビを一蹴し町を守った。
また、武装類にはミナの「『天空の宣言』に賛同する者たちを守る」という目的が反映されており、敵機体にほとんどダメージを与えることなく行動不能に陥らせることができるマガノイクタチも含め、相手に必要以上のダメージを与えず敵パイロットの命を奪わずに済むような配慮がされている。
ツムハノタチ
左前腕部に固定された鉤爪。この追加兵装はこれまでの実戦の結果において格闘戦となる状況が多く、右腕に固定されたトリケロス改の取り回しの悪さを補う為であろうと推測できる。
敵機体に引っ掛けてバランスを崩したり自由を奪い、大きなダメージを与えることなく勝利するための武装。
名称は八岐大蛇の尾の中から出てきたとされる剣・都牟刈大刀に由来する。これが後に天叢雲剣、あるいは草薙剣と呼ばれるようになる剣である。
トツカノツルギ
左右腰部に装備された実体剣。ツムハノタチ同様、接近戦での戦闘力強化のため追加されたものと思われる。レイピアのような細身の実体剣で、敵機のセンサーや関節部などを狙って使用されるが、構造上決して堅牢とは言い難く、斬りつけるような攻撃には向かない。そのため使用者には高い技量が求められる。
前述のようにピンポイントで敵機体の弱点を貫けるため、ミナのように高い技量をもったパイロットが扱えば敵パイロットに大きなダメージを与えずに機体を行動不能にすることができる。
名称はスサノオノミコトが八岐大蛇を退治するのに用いたとされる剣・十束剣に由来する。
オキツノカガミ
ビームシールドとビームソードの機能を併せ持つマルチウェポンで、槍のような外見をしている。ビーム発振装置の基部はワイヤーで射出することができ、ビームソード時には鞭の様にも使用できる。左前腕部にツムハノタチと換装される形で装備される。「天空の宣言」後、賛同するものを無条件で守る為に短期間でかなりの戦闘を行い、それによる機体の損傷具合を見たユン・セファンによって開発されている。ビームシールドはロウ・ギュールによってもたらされた「アルミューレ・リュミエール」の技術を応用したものである。
名称は十種神宝のひとつ、沖津鏡に由来する。
初出は月刊ホビージャパン2006年10月号。

### 天ハナ
『天空の皇女』に登場。型式番号はMBF-P01-Re3。サハク家の当主を継ぐことになった風花・アジャーがミナから贈与された天ミナの改修機。再度の改修を考慮していたため武装面はそのままで、頭部フェイス部分を除く装甲の黒色部分をアストレイ開発当初の白に染め直し、右腕部のPS装甲もそれに合わせ稼動時は白に変色するよう調整されている。また、風花がMS操縦技術を持たないため、当主候補だったラス・ウィンスレットがメインパイロットとして、風花はサブパイロットとして搭乗する複座式になっている。

### 天ハナ バージョン華
「METAL BUILD」にて設定された、天ハナの本来の改修プラン。型式番号はMBF-P01-Re3<HANA>。劾との模擬戦のデータをもとに、センサー系の強化や実体剣「アメノムラクモ」の追加装備などが計画されていたが、その矢先に機体が大破しアマテラスに改修されたため、プランのみの存在に終わった。

### アマテラス
『天空の皇女』に登場。型式番号はMBF-P01-Re3<AMATERASU>。フェアネスがラスのために天ハナを改修した機体。当初の名称は「天ハナ改」だったが、ラスが風花から「天空の皇女」を継ぐにあたり、「ラスの機体」という意味でミナによって新たに命名された。
天ハナまでの主要装備は全て取り外され、両腕は左右対称のものに換装、頭部ユニットも王冠を頂いたような白を基調としたものに変更されるなど、天の禍々しい姿から一転した神々しい姿に改められている。
ヤタガラス
マガノイクタチに代わり背部に装着する独立支援ユニットで、改修に使ったレアメタルΩのほとんどはこちらに充てられている。風花の搭乗を前提しているためコクピットが設けられており、アマテラス本体のコクピットは元の単座に戻されている。ヴォワチュール・リュミエールを改良した「ネオ・ヴォワチュール・リュミエール」が組み込まれており、太陽風やビームの変換のほか、レーザー推進も可能としている。また、スターゲイザーのように光のリングを形成し、それを飛ばす事によって攻撃にも転用することが出来る。劇中では陽電子砲を受け止め自機のパワーへと変換する能力も披露した。
タクティカルアームズΩ ゴールド&シルバー
ロードアストレイΩに対抗すべく、ロウが蘊・奥の協力のもと製作した金と銀2振りの大剣で、ジャンク屋組合の手に渡ったレアメタルΩが用いられている。従来のタクティカルアームズ同様にドラグーン端末の機能も組み込まれており、作中ではターンレッドに盗まれた際に劾が奪還するため使用している。

### 天ミナC
『天空の皇女』に登場。天ハナ譲渡後のミナの機体として新造された天ミナの複製機。形式番号はMBF-P01-Re2C。両腕をプロトアストレイと同一規格の形状にした都合上、右腕部のPS装甲とトリケロス改は装備していないが、他の装備は概ね原型機を踏襲している。
「METAL BUILD」にて設定が定められ、ミラージュコロイド制御用アンテナ「カムドノツルギ天」を両肩に、トリケロスをトツカノツルギ内蔵型に再設計した「トリケロス天」を右腕に、オキツノカガミを改良し省電力・性能強化を実現した「オキツノカガミ天」を2基装備することが明かされた。なお、これらの装備は天ハナへのフィードバックを予定していたものの、改造プランが急遽アマテラスに変更されたため白紙になっている。また、アマテラスから外されたブリッツの右腕がダブルブイを経由してフェアネスのもとから戻ったため、以降は右腕をこちらに換装している。

## レッドフレーム
ヘリオポリス崩壊に際し、ジャンク屋のロウ・ギュールにより発見され彼の愛機となる。フレームの色の赤はオーブでナチュラル用の機体を表す色で、ナチュラルが操縦することを前提に開発された検証機である。アニメ『SEED』本篇の第1期オープニングにゲスト出演している。
作中では先んじてナチュラル単独の操縦機となったが、ロウは擬似人格コンピュータの「8」をシステムに繋げてサポートを受けている。ベースOSにも積極的に手を加えており、蘊・奥老人から伝授された剣術や、八極拳らしきデータなど、様々な情報を上書きしている。
先行3機のアストレイの中でも原型を留めている方だが、右腕はゴールドフレームとの初戦以降ヘリオポリスで回収していたP01の物を移植した状態となっている。また、CE73年頃には通常の外観のまま「パワーシリンダー」を組み込んでおり、フレームの出力と耐久性を向上させている。
『FRAME ASTRAYS』では全身に包帯を巻いた姿で登場したが、愛機と共に善くも悪くも有名人だったロウ自身と、中立の立場であるジャンク屋という素性を隠すためのもの。単に「目立ちたかったから」という理由でライゴウとジスト専用シグーに奇襲を仕掛けるが、偽装が剥がれると急いで退散した。このデザインは『電撃ホビーマガジン』誌上にて発表された「ASTRAYS アジア圏模型コンテスト韓国大会」の1位作品が基になっている。
ガーベラ・ストレート
グレイブヤードに残されていたMS用の打刀。『ASTRAY R』にて初登場し、蘊・奥が略奪者を撃退する際に使用し、破損してしまったものをロウが修復し、レッドフレームの装備とした。
その刀身は凄まじい切れ味を有し、ビームをも切り裂きつつジンを一刀両断したほど。しかし、当初は切れ味を十全に引き出せず、レッドフレームのOSに蘊・奥老人の動きが組み込まれ、機体自体にも日本剣術に対応できる調整が加えられた（ロウ自身も蘊・奥老人に刀の実践指導を受けている）。以後、エネルギー消費の大きいビームサーベルに代わり、レッドフレームのメインウェポンとして使用されている。なお、ときた洸一による漫画版『SEED ASTRAY』一作目ではギナが乗るM1アストレイが一度だけこの刀を振るったが、上記の理由により腕に負担が掛かりすぎて壊れてしまっている。
そんな中、ゴールドフレーム天との戦闘で折られてしまう。苦戦しながらも借り受けたタクティカルアームズの力で決着がつき去ろうとするロウに対し、負けを認めないギナは後ろからビームを放つも漂っていたガーベラの切っ先が防ぎ、折れてなお主人であるロウの命を救った。その後グレイブヤードにて再び修復され、更に強靭な刀として生まれ変わった。
名称は、「菊一文字則宗」に由来する当て字の英訳。
日本刀を持たせようというアイデアは佐々木新（サンライズ）の発案で、デザインは漫画家・戸田泰成が担当した。PVアニメ『RED FRAME』では鞘を腰から外して納刀している。雑誌記事によれば、同アニメの監督である谷田部勝義はレッドフレームのプラモデルで検証したところ、刀を引き抜けない構造であると気付いたとしている。

### サルベージタイプ
『ASTRAY R』に登場。ザフトの水中用MSグーンの外装甲を改修した即席の潜水装備。レッドフレームの上半身をすっぽりとグーンの外装甲で覆うことによって耐水圧能力を向上しているが、反面機動力は大幅に低下している。通常のパックパックの状態については、設定画稿では不明で、スライドさせた状態とはずした状態の2種類の解釈が存在している。ガーベラ・ストレートは腰に装備することが出来ないために右背面に設置し、使用時は増設した作業用マニピュレーターを利用する。緊急時には装甲を離脱させることで機動力を取り戻すことができるが、水中戦は想定していないため装甲離脱後にコクピットが浸水した。背面の推進器は装甲離脱後も装備したままとなっている。
『DESTINY ASTRAY R』においては、脱着を可能としたバージョンアップ版が登場している。

### フライト・ユニット
オーブでレッドフレームの修理と、その際依頼されたアークエンジェルの修理を行った際に譲り受けたM1アストレイのバックパックを、レッドフレーム用に独自改良した装備。
本体側のバックパックは機能通り下方へスライドされ、空いた背中のスペースにエールストライカーのようにドッキングしている。なお、ビームサーベルも機能通り下方へ移動させているだけなので使用に問題は無いが、「フライト・ユニット装備時は使えない」と間違われやすい。加えて、資料によってはM1Aアストレイの物を使用しているとの記述もあるが、これも間違いである。
試験運用時はM1のバックパックを取り付けただけであったが、後に吸気インテークや燃料タンク兼用ウイングが追加されており、大気圏内での滞空時間や航続距離を飛躍的に延ばす事に成功した。ユニットは本体と分離し単体飛行することもできる（ただし8のサポートが必須となる）。なお、劇中での描写は皆無だが、元々M1のバックパックは大気圏内外問わず使用出来る装備であったこともあり、関連ゲーム『GGENERATION』シリーズ等の作中では宇宙空間のステージでも問題なく機能している。『エクストリームVS』シリーズではこの形態が基本の姿となっている。
後にオルタナティブ・プロジェクトの一環として、ドライグストライクでも運用可能な仕様が作られている。

### パワーローダー
『ASRAY R』から登場。ガーベラ・ストレートVol.2を使うために作られた装備。ロウがZGMF-X09A ジャスティスとミーティアのドッキングを目撃し、それをアイディアとして製作した。
レッドフレームの数倍のサイズがあり、胴体部に合体したレッドフレームが実際にガーベラ・ストレートを構え、その動きをパワーローダーにトレースさせて運用する。普段は上半身と下半身の2つに分けてリ・ホームに格納されている。また、それぞれのパーツは、レッドフレーム以外にワークスジンやバクゥ改などのMSとドッキングしてコアとして制御する事により、作業用重機としても運用可能。人型のMS本体が胴体部にドッキングするその姿は同名の作業用機械に近い風貌を持つ。
パワーはあるものの、そのあまりの巨体ゆえに機動性は劣悪で、通常の戦闘に使えるようなものではなかったようである。リジェネレイトとの戦闘で一部を破壊された。
ガーベラ・ストレートVol.2
『ASTRAY R』から登場。地球に落下した隕石に含まれていたレアメタルΩ（オメガ）を全て使用して作成された全長150メートルを超す日本刀。通称「150（ワン・フィフティ）ガーベラ」。その破壊力は、P.L.A.N.T.のシャフトを袈裟斬りにし、ドレイク級護衛艦を串刺しにしたほど。『DESTINY ASTRAY R』においては、大気圏外から地表に落下させているが、落下の際の圧縮空気すら切り裂いて空力加熱の影響も受けずに、土埃なく地表に刺さっている。MS用の装備としては超弩級のサイズと重量故にレッドフレームがそのまま使用すると、たとえ無重力、あるいはそれに近い低重力空間であっても発生する慣性モーメントなどに両腕が耐えられず損傷してしまう。そのため、この装備を扱う専用にパワーローダーやパワードレッド、パワーシリンダーを組み込んだ強化アームが製作されている。MSが持ち運べるサイズではないので、普段はリ・ホームの右舷側に固定されている。
『天空の皇女』でアメノミハシラのトラブルを止めるべく、本刀を無理に使った結果3つの大きな破片に砕け散り、それぞれがフェアネスの個人所有、ジャンク屋組合、P.L.A.N.T.の手に渡った。それらはそれぞれ、ロードアストレイΩとゴールドフレームアマテラス、タクティカルアームズΩ、ロードアストレイZの素材として再利用されている。

### パワードレッド
レッドフレームの両腕部にジャン・キャリーが開発した強化型駆動システム「パワーシリンダー」を組み込んだ状態。両腕のほか、人間の背骨や背筋に相当するフレーム類が併せて強化され、これによりパワーローダーを使わずにガーベラ・ストレートVol.2を扱えるようになった。見た目はまさにボディビルダーさながらの筋肉質である。使用時には各部が展開する。
この機体は通常のMSとは比較にならない程のパワーを持ち、ガーベラ・ストレートVol.2を振る以外にも、単純な打撃攻撃（パンチ）だけで相当なダメージを与えることができ、PS装甲持ちの機体であろうとも内部メカは無事では済まない。ロウはジャンク屋としての勘で弱点を見抜き、自称「赤い一撃（レッド・フレイム）」でリジェネレイトの内部機能を破壊、行動不能にして連合の勢力圏内へ吹き飛ばした（同質の技としてバリー・ホーの使う「拳神」がある）。
本来のガーベラ・ストレート（Vol.2では無い）も装備しており、左腕の付け根のスリットから伸びるアームに鞘ごとマウントされており、使用時には腰の辺りに引き出して抜刀する。なお、右腕側のスリットは蓋の嵌め殺しになっており、アームは無い。
後に、パワーシリンダーが小型化によってノーマルの腕に組み込まれたため、このパワードレッドのパーツはリ・ホーム内に仕舞われていたが、『DESTINY ASTRAY R』では、ロウによってそれまでの3倍の高出力に改良を施された姿で登場。この改良型をロウは「スーパーパワードレッド」とも呼ぶが、外見的な違いは無い。
150ガーベラ・ストレート[パワー]
ゲーム『EXVS.MB ON』で設定された新装備、『天空の皇女』や描き下ろしの『R』にも登場。運用するパワードレッド自体も拳が大型化するなど細部に変更が加えられている。
レアメタル製の刀身が折れてしまったガーベラ・ストレートVol.2の残った柄部分を改造、柄頭部分を砲口としたローエングリンを装備している。カラーは白から黒を基調に変更、巨大なバッテリーを内蔵しているためサイズも倍近く大きい。ローエングリン砲形態では、柄頭の砲口を覆っていた鬼の面が外れてガーベラ・シールドとなり、柄や鍔のパーツが展開してグリップや放熱板となる。オプションのローエングリンランチャーと異なり、発生する光軸は緑色となっている（それでもパワードレッドをもってしても射線を維持できないほどの威力と反動が発生する）。バッテリーパックの塊であるため、本体のパワードレッドにエネルギーを供給して活動時間を延長することも可能。
ガーベラ・シールド
ローエングリンの砲口カバーとして、150ガーベラ・ストレート[パワー] の柄頭部分に搭載された鬼の顔が施された金色のシールド。手持ちの実体盾のほか、光波防御シールド「アルミューレ・リュミエール」を内蔵しており、鉄壁の防御力を発揮する。パワードレッドの背中にマウントすることも可能。
ガーベラ・ツール
150ガーベラ・ストレート[パワー] の鍔部分が変形する2種のツール。鍔の上下は可動刃のついた拳鍔状のガーベラ・ツールA、左右はつるはし状のガーベラ・ツールBとなる。

### レッドドラゴン
『DESTINY ASTRAY R』に登場。フライトユニット装備のレッドフレームに、ロウが開発したマルチツールであるカレトヴルッフを3つと、カレトヴルッフとの連動を前提としたドライグヘッドを装着した形態。フライトユニットに専用アームを介する形でカレトヴルッフを装着しており、カレトヴルッフが翼を模した見た目となる。この形態では3つに増えたカレドヴルッフの相乗効果によってミラージュコロイド放出制御能力が大幅に向上し、空中での機体制御能力にも優れる。またコロイド粒子を使用した機体の姿勢制御によって、フライトユニットとカレトヴルッフを一基のみしか装備していない状態であっても、通常のフライトユニットだけを装備した状態より安定した空中機体制御が可能となっている。当機レッドドラゴンの名称は、カレトヴルッフの名称の源流であるウェールズの伝承にある赤い竜から取られ、機体形状もそれを摸して作られている。
なお、デザイン当初において、この形態はカレトヴルッフ1基とドライグヘッドによるものだったが、製作スタッフの「翼状にしたいので、両側2基にしよう」→「両側2基にすると、1基手にすると片翼になる」との過程から、3基装備となった。
カレトヴルッフ
『DESTINY ASTRAY R』に登場。星屑のキャラバンが襲撃された事件の直後に行われた、年に一度のジャンク屋総会の掘り出し物市でロウが出品した自作装備。（後にジャンク屋ギルドから正式に量産、発売され、アメノミハシラにおいてもライセンス生産されている）。溶接用トーチやナイフ、カッターを組み合わせた多目的ツールであるが、その形状は巨大な剣そのものであり、名称も伝説の聖剣「エクスカリバー」の異名であることから、戦闘目的に転用できる装備であることは明白である。「民間MSの武装化禁止」という規定に配慮してリミッターで戦闘機能を封印しているが、このリミッターは簡単に解除可能であるため非合法ギリギリの装備であることに変わりはない。
装備の各部位は自在に分解可能で、基本形態のSモードの他、組み合わせを変えることで射撃用のG（ガン）モードといった複数の形態に再構築することができる。装備にはミラージュコロイド散布装置も内蔵されており、粒子で慣性力をコントロールすることで機体の姿勢制御に利用したり、散布した粒子を制御することで機体の周りの空気をコントロール、気流を作り出しジェット噴射のように推進に利用したりすることで、空中で巨大な物体を振るっても機体バランスを崩さないように姿勢制御することもでき、同時にコロイドを散布し機体周囲にコロイド空間を形成することでコロイド同士の干渉を誘発し、接近した敵のミラージュコロイドステルスを引きはがすこともできる。また、このコロイド空間は侵入した敵の行動を読み取るセンサーとして使用でき、近距離戦限定とはいえコロイド空間内では目で見て察知するよりもコンマ数秒早くパイロットに敵の行動を察知させることが可能。また周囲に展開されるという特性上、背面、上下面などからの死角からの攻撃にも対応している。一般パイロットにとって福音となる能力である。またコロイドによる対ビームコーティング機能も備えており、Sモード時はコロイドを実体剣の刀身に纏わせることで敵のビームサーベルのコロイド磁場形成機能を阻害し、一方的にビームサーベルに打ち勝つことが出来るようになっている。これは従来の敵ビームエネルギーが大きければ貫通されるビームコーティングと違い、確実な手段である。またこの機能をうまく使うことで、ビームシールドを中和する働きもできる。ロウは将来的に最大7つの機能を付与すべく、さらなる改良を続けていく。
なおパワーは内蔵されたバッテリーから供給され、軽量で、空き端子の数も多く自分でカスタマイズもできる。そしてリミッターは音声入力で解除できるようにすることもできる、これ以上ないほどに簡単だ。当装備は量産品である以上、「誰が使っても簡単に使える」事が重要視されて設計されている。ただし多機能な量産品である分、ガーベラストレートなどであれば実行できる、ミリ単位での資材の切り出しなどのような、精密な作業には向かない。また値段も安い。金をかけないで多機能で高性能な所が設計で一番苦労したところだと設計者ロウは語っている。また改造自体も用意であり、のちにジェス・リブルのアウトフレームに渡されたものはガンカメラの機能が追加された仕様だった。
元々は『月刊ホビージャパン2012年4月号』付録「ガンダムSEEDカスタムキット」の1案だったものが、サンライズ側から「温存して、別の機会に」とされ、『DESTINY ASTRAY R』の連載により復活したものである。
正式に量産、発売されている都合上レッドドラゴンだけでしか扱えないわけではなく、後のオルタナティブ・プロジェクトの一環として、ドライグストライクでも装備され、こちらはスペック上最大11基という大量の数が装備可能となった。
ドライグヘッド
『DESTINY ASTRAY R』に登場。ロウが設計した頭部ユニットで、カレトヴルッフとの連携を前提として、ミラージュコロイド制御機能とセンサーの強化が為されている。新機能としてビームアンテナを搭載。サーベル機能のほかに、ビームでさまざまな文字や図形を描くことが出来る。センサー機能も強化されている。その他にも機能が内蔵されているが、製作したロウ自身も良く把握していない。

### マーズ・ジャケット
ロウが火星に渡った際、レッドフレームを強化換装した機体。マーズ・ジャケットはMJと略称される。
通常時は、デュエルのアサルトシュラウドに似た重装甲アーマーを全身に装備し、頭部のアンテナが下にスライドする事でモノアイが現れ、外見はザフトのニューミレニアムシリーズの機体に似た状態となる。この重装甲アーマー装着時には単独での大気圏突入も可能である。非常時には、全身の装甲を強制排除する事で、本来の高い機動性と戦闘力を持った機体となる。専用ビームライフルの上部は、両刃型のビームナギナタとしての機能を持つ。背部にある2翼のウイングは、日本刀型実体剣を1本ずつ装備しており、他にも高出力のビーム砲やバーニアとしての機能もある。また、腕にはハイペリオンの技術を使用したビームシールド発生装置を装備している。もちろん、ガーベラ・ストレートも帯刀可能。
ロウたちが火星から帰還する際にリ・ホームに同乗していた火星居住者ディアゴ・ローウェル（『DESTINY ASTRAY』当初は常時パイロットスーツを着ていたため正体不明だった）がユニウスセブン落下時に勝手に“借り”て地球に降下し、そのまま地上で使われることとなる。最終的にレッドフレーム本体はロウに返還され、MJパーツはジャンク屋組合製のシビリアンアストレイJGカスタムに付け替えて、ディアゴに譲られた（マーズジャケット参照）。

### 改
『VS ASTRAY』に登場。ネブラブリッツとの戦闘で破損したレッドフレームに、ライブラリアンとの交戦で大破していたターンデルタのパーツを組み込み、ガーベラ・ストレート、タイガー・ピアス、タクティカルアームズIILの3振りの剣を装備した姿。
ロウが持つ技術の集大成といえるMSであり、多くのコズミック・イラのMS技術がふんだんに盛り込まれている。ただし、ドラグーン・システムなど本機の基本スペック、およびロウの能力では稼動させることすら出来ないような装備も盛り込まれており、ロウ自身の技術を「詰め込めるだけ詰め込む」ことが優先されている節がある。走攻守に機能するタクティカルアームズIILの存在により、マウント場所確保のためバックパックは撤去され、サーベルを含めライフルとシールドも非携帯となった。
タイガーピアス
蘊・奥のレッドフレーム（レプリカ）より回収した、ガーベラ・ストレートと揃い踏み実体剣。未使用時は腿部のジョイントにマウントしておく。元はプラモデル『PG 1/60 アストレイ レッドフレーム』の予約特典として付属した打刀。ウン・ノウが使用する刀と同じ名称であるが、あちらが、大刀ガーベラ・ストレートと大小拵えの小刀（脇差）であるのに対し、ほぼ同じサイズの長刀となっている。名称の由来は、ガーベラ・ストレート同様、実在の日本刀「長曽禰虎徹」に由来する当て字の英訳。
タクティカルアームズIIL
ブルーフレーム セカンドリバイに装備されたタクティカルアームズIIのレッドフレーム仕様。元々はタクティカルアームズIIを作った際、一緒に作っておいたタクティカルアームズII改といえるもので、同様に実体剣、銃、フライト・ユニットの3形態に変形・分離・合体が可能だが、基本のマウント方法は後述のVフォームへ変更された。ソードフォームは、そのまま背に斜めに背負う形でマウントが可能（プラモデルではタクティカルアームズIIでも可能）で、3つの剣を自在に入れ替えて戦うことが可能になっている。ガトリングフォームはビームを発射するアローフォームへ変更。フライトフォームもマントのように斜め後に延びた形から、ディバインストライカーやジェットストライカーのようにバックパック後方上部に水平展開するよう変更されている。
また、ゴールドフレーム天に搭載されている「マガノイクタチ」と同様の機能も搭載されている。本人曰く「出力10倍」とのことだが、出力強化は本当だが10倍までとはいかない模様。また、ミラージュコロイド・ウイルスの機能や、ローエングリンランチャー（別途にニュートロンジャマーキャンセラーの用意が必要となる）の追加も可能となっている。量子通信にも対応しており、ドラグーン端末として利用することができる
さらに、ターンデルタから移植されたパーツにより、ヴォワチュール・リュミエール (VL) の運用も可能となり、V字型に展開し他のフォームへ瞬時に切り替えができるVフォーム、Vフォームから∇状のリングを形成してVLを展開するデルタフォームが追加された。また、VLの空間コントロール能力の効果を使用することでアローフォームで発射されるビームの軌道をで自在に変更し、理論上では百発百中の命中精度を実現しているほか、レッドフレームを中心に展開することで、展開エリア内の他の物体の動きを検知するセンサーとしても機能する。VLを最大限に利用するためには、核動力が必要だが、今後も搭載予定はない。
その他、腕にそのまま装着して、作業用アームとするワークフォームがある。可動にはパワーシリンダーが利用されており、2本を装備することでパワーローダーのように運用することが可能で、鋏んだ物体を切断することもできる。
ビームトーチガン
タクティカルアームズIILのグリップ部分。溶接・切断作業にも使用できる。

### レプリカ
ライブラリアンによって再生産されたプロトアストレイ。シビリアンアストレイ等を用いた改造機ではなく、データから作成されたレッドフレームの完全なコピーで、パワーシリンダーなどの改造も含めロウのレッドフレームと同性能・外観で、型式番号も「MBF-P02」のままである。ただしオリジナルの左肩に存在するジャンク屋組合のマークは描かれていない。他のライブラリアン製のGと異なり、ストライカーシステム対応化は行われていない。カーボンヒューマンとして復活した蘊・奥が搭乗しており、タイガー・ピアス（ウン・ノウ専用ジンが装備していた物ではなく、復活した蘊・奥が改めてガーベラ・ストレートと同じ様に打ち鍛えた物らしい）を装備している。
ロウの前にゲイルストライクと共に現れ（このときロウの機体も強化パーツを装備していなかったため、両機ともノーマル状態）、攻撃を仕掛ける。同性能の機体同士で互角の戦いを繰り広げるが、整備の差で敗北。ゲイルストライクへ特攻を図るが、意図に気づいたND-HEにバッテリーを切り離されたため、自爆は阻止された。その後、機体はND-HEが、タイガー・ピアスはロウが回収している。
時系列的に前の『DESTINY ASTRAY B』にも登場し、ダンテ・ゴルディジャーニのアストレイノワールと交戦している。

### レッドドラゴニクス
オルタナティブプロジェクトで新しく製造された、レッドドラゴンの改良機。ロウの作ったレッドドラゴンが作業用なのに対し、ダブルブイはレッドドラゴンを無断コピーした上で戦闘用MSとして再設計し、当機を作成した。レッドドラゴンとの差異点としては、ドライグヘッドをネオドライクヘッド、カレトヴルッフをネオカレトヴルッフへと換装した他、フライトパックもバッテリーパックとスラスターの強化が施されたネオバックパックに換装され、更に脚部に新規製造のブースターユニットが追加されている。なお名称の「レッドドラゴニクス」は、オリジナルである「レッドドラゴン」よりも強そうな名前を付ける（そして、実際に強い）というイメージ演出による名付けである。
ネオカレトヴルッフ
カレトヴルッフに惚れ込んだダブルブイが、カレトヴルッフを自身の手で武器として改良・用途変更して完成させた装備。無断コピー品である。完全に武器として再設計され、リミッターは最初から解除。刃はビーム刃を採用している。ただし、設計自体やパーツ構成は原型と大きく変更されてない。ただ、工具から武器への再設計化によって必要とされるパワーが増大。増大したエネルギー消費を常に管理出来る高度なパイロットの技量を見込むか、大容量バッテリーを前提としないと運用に支障を来す場合がある。オリジナルのカレトヴルッフは工具としての販売とは裏腹に戦闘での使用が相次ぎ、最初から護身用としての購入運用も多く、そこを見込んで最初から戦闘用で開発すれば「売れる」というダブルブイの読みによる開発でもある。
装備の構造は刃がビーム刃となっている以外は、カレトヴルッフから大きく変更されていない。従来どおり分離運用可能な他、基本形態のSモード、射撃用のGモードといった複数の形態も変わらず。ただし各部の名称には全て「ネオ」が付き、ネオビルドカッター・ネオビルドナイフ・ネオビルドトーチとの呼称に変更された。また、2機連結状態の呼称はアンビデクストラスハルバートからツインソードへと名称変更。さらに新たにJ（ジャベリン）モードが追加されており、刀鞘の下部に追加搭載された柄パーツと合体させる事で、単体でも投擲用およびリーチを伸ばした長柄の武装として運用可能。なお、Jモードには先端部が重すぎるという致命的な設計ミスがあるが、ダブルブイは「上級者モード」として気にしていない。
フルハイパーバーストギガ
当装備を複数機運用することで可能となる必殺技。背部のネオカレトヴルッフから供給されたパワーを、手にしたネオカレトヴルッフへと集めて射出する。名称はダブルブイが他の機体の必殺技を参考に、より強い名前として付けた。予定としてはパワーコントロールの向上で更に威力を上げる事を想定しており、その場合の名称は「フルハイパーバーストギガギガ…」とギガの数が増える予定となる（ただし、現段階ではギガ一つを付けるだけで精一杯）。
レッドライトニングレイ
レッドドラゴニクス状態で発動可能となる必殺技。当仕様全てのネオカレトヴルッフ及び機体能力から、フルスペックの機体制御と推力を絞り出し、それを使ったこれまでにないスピードでのガーベラストレートによる斬撃を繰り出す技。ただしガーベラストレートを使う必要上、これの運用に最も秀でたロウのみが理論上、発動可能な技となる。ちなみに、レッドドラゴニクスは完全な戦闘用MSであるため、ロウが搭乗する事はない。
ネオドライグヘッド
ドライグヘッドを参考にした頭部ユニットで、それよりもさらに再設計が施されている。オリジナルと異なり、当機は通常の"ノーマルヘッドモード"、頬部物理アンテナの一部を前方に展開し、手持ち武器の制御能力を向上させる"ファングアンテナモード"、各種機能制御やセンサーに加え、ビームサーベルとしても使用可能な"ネオビームアンテナモード"、そして、機体制御によるマニューバーや全方位センサー能力のフルスペック向上と引き換えに負荷が大きく長時間使用が難しい"ゲキリンモード"と呼称される形態を備える。オリジナルよりもビームが大型化しているのは、ロウいわく「単純に大きいと強そうに見えるから」。また、当装備は純戦闘用なので、オリジナルにあった『ビームでさまざまな文字や図形を描くことが出来る』機能はオミットされた。なお搭載された頭部バルカンは、ネオビームアンテナモードにおけるビームアンテナの大型化によって前方面への配置が出来ず、後方への専用カメラを設置した上で後方へ向けての配置となる。

## ブルーフレーム
中立コロニー・ヘリオポリス崩壊の裏側で起こっていたアストレイ処分騒動において、叢雲劾がロウ・ギュールより譲り受け、以降長きに渡り愛機となった試作3号機。フレームの色の青はオーブで局地戦仕様を意味する色であり、「オプション装備のスペック検証機」として開発された。
自国のオーブ、盗用した連合だけにとどまらず、ザフトすらも含めた膨大な量のオプション・データが移植済みだったため、傭兵である劾に絶大な恩恵をもたらしてゆくこととなった。
アーマーシュナイダー
劾が最も愛用する兵器の一つで、ストライクなどが持つ物の独自改良型。通常は鞘（シース）に納められ、そこから抜くとグリップ内から刃が延長するギミックなどが特徴。さかのぼってガイ専用ジンの頃からすでに使用しており、本機ではリアアーマーに設置され、初めて使ったのは機体入手後ほどなくしてから。なお、後述の「スケイル・システム」では太ももの正面に変更される。
デザインは漫画家・ときた洸一が担当している。
強化ビームライフル
「ASTRAY B 『オペレーション01（TACTICS 04）：ビーム・ライフル』」に登場。アストレイ標準装備の物を改造したのではなく、全く別のライフルにエネルギー・ビーム変換器などを移植したもの。極限まで高めた威力は通常の3倍にもなったが銃身が耐えられるのはたったの一射だけで、任務終了後に移植部は取り外された。

### フル・ウェポン
主にザフト製の実弾火器で固められたオプションセット。長時間にわたって多くの敵と戦うための装備で、電力消費の激しいビームライフルは持たない。弱点は重武装ゆえの重さだが、撃ち尽くしたものから破棄することでカバーする。地球連合に雇われての任務（アルテミスの用心棒、連合の地上部隊）などで選択された。
ウェポンラック
独自開発のジョイント・ユニット。本体側バックパックを下げて空いたスペースに装着され、ミサイル・ポッドと予備のM68キャットゥスを懸架するために使われる。なお、バクゥのオプション兵器・400mm13連装ミサイルポッドを基にした前者は、横4発×2段の8連装仕様に改造されたもの。
ちなみに、『ASTRAY B』連載誌におけるフル・ウェポン模型作例では本器背面下部に赤い円筒状の「MSサイズの手榴弾」1個を装備しているが、ときた洸一による全身イラストおよび『Parts 2 対決! アストレイ対アストレイ』を見る限り存在せず、その他関連外伝作品の「世界内」で使用（登場）した例もない。
攪乱用チャフ弾
シールド裏に装着された独自の目眩まし（ジャマー）兵器。初出時から設定画はなく模型作例もなされなかったが、ときた洸一『SEED ASTRAY』第1巻、78-79頁では、4枚の空力制御翼がついたミサイルとして描かれていた。

### コンプリートセンサー
ミラージュコロイドを見破るために用いられたオプション。プロトタイプアストレイには共通して頭部交換機能を持ち、それによって頭部の前半分を換装した形態。強化された各センサーと、得た情報を解析する専用コンピュータの2段構えからなる。在来MSとは比較にならない性能である反面、エネルギーの消費がすさまじく、OSにも大きな負荷をかけるため長時間は使用できない。武装はイーゲルシュテルンを除いて本体標準装備そのまま。

### ハイスピード・ブースター
暴走状態の高速実験艦を捕捉するために用いられた大型ブースター。ただし理論では可能でもパイロットには多大な負担がかかり、コーディネイターである劾ですら長時間の加速で気を失うほどだった。高速移動艇等の高性能エンジンを組み合わせてこの任務のためだけに製作された。武装はイーゲルシュテルンとサーベルのみ。

### スケイル・システム
ブルーフレームの水中戦オプションで、水中用センサーの頭部ユニット、背中の強力な水中ジェット、四肢に装備されたスケイル・アーマーなどで構成される。このシステムは、アーマー表面に並べられた無数の鱗（Scale）を模した機器を振動させて推力とする技術で、在来のザフト水中用MSとは設計思想が全く異なるものであり、通常ありえなかった「スライド移動」をも可能にした。また、振動のパターン次第ではフォノンメーザー砲を防御することも可能だが、ダメージは残るので緊急時のみの使用法である。なお、潜水用ではないため比較的浅い深度での運用に限られる。武装はアーマーシュナイダーと下記魚雷銃の2つだが、「ASTRAY B 『オペレーション11（TACTICS 13）：フライト・ユニット』」ではビームライフルで戦っていた。デザインは町田能彦（スタジオオルフェ）が担当。
『天空の皇女』では、改修型のセカンドリバイ用に新技術を導入して再開発される。
スーパーキャビテーティング魚雷発射専用銃
スケイル・システムのメインウェポンで、超音速魚雷を6発備える。

### ショートレンジアサルト
『SEED ASTRAY special edition』にて公開された装備で、非常に狭いフィールドで超接近戦をするためのものとされる。別称 潜入ミッション用近接戦装備。コンプリートセンサーは後年発のリファインデザイン型で、1本だけ持つアーマーシュナイダーは後述の「セカンドリバイ」型。ハンドガンは後述の「フルアーマー・フェイズシフト」の物と明記されており（65頁。ちなみに画稿では左腕に装備）、改装経歴が前後した組み合わせになっている。したがって公式の物語内では未確認だが、かなり近い状態の姿が後述の「セカンドG」にて確認されている。
ハンドガン（ショートライフル）
前腕部の装甲側と合致するフォルムのマガジンを、オプション装着などで使われる穴状ラッチに挿し込み、手に持つ銃本体の下部と連結させて弾薬を供給する実弾火器。一般的な拳銃とは異なるデザインなので、『SEED』本編でカガリが使った接触回線用のワイヤー射出器に近い。
上記連載においてはショートライフルと書かれている。また、全体のリデザインと共に、トンファーとナックルダスターを足したような形状を応用して打撃用途にも使える強度があることや、セカンドリバイ型アーマーシュナイダー装着用のフック状パーツが銃底の前部先端にあるなどの設定が追加され、棟側にある枝鉤状の返しを使って固定することでバヨネットとしても使える仕様になっている。

### セカンドG
初めに、物語上の順番としては「セカンドL」の状態の方が早い登場（完成）となったため、その経緯は後述の「セカンドL」項を参照のこと。
したがって、通常ブルーフレーム セカンドとは「セカンドG」を指し、両肩・胴体・脚部などを改良したセカンド仕様の本体に、あとから再生産されたノーマル型の頭部とバックパックを装着した姿のこと。機体名に含まれている「G」は劾の頭文字としてセカンドLと区別するためのものである。武装はアストレイ標準装備と下記の戦闘ナイフ。
アーマーシュナイダー
セカンドG（L）でも引き続き愛用され、これまでのものに対ビームコーティングを施した改良型。長らく劾はアストレイ最大の強みである運動性能を邪魔するシールドの扱いについて悩んでおり、「ならばビームは切り裂いて防げばいい」と判断し攻盾兵装の亜種としても扱うようになった。盾より狭い面積だが盾代わりにビームを防ぐ他、作中でビームサーベルと切り合った時には一方的にビームの光刃を切り裂いて貫通し敵本体へと攻撃を食らわせている。装備部位は両大腿部の側面。
さらに本機からは、「隠しナイフ」といえるアーマーシュナイダーが両脚部の爪先と踵に内蔵されるようになった。これらはハンドナイフの概念に囚われない形状で、攻撃のほかにスパイクとしても利用され、劇中では敵機の身体を駆け上がり足場にして跳躍する時に使用されている。

#### スナイパー・パック
折り畳み式の砲身を持つ大型ビームライフルを備えた長距離射撃用オプション。バックパックから右腰へビーム砲が、左肩へ狙撃用望遠センサーが位置取る。ビームは若干の曲射も可能。ドレッドノートの頭部を守る戦闘で装備されたがハイペリオンとは相性が悪く、動きの速さに対応するために外し、囮として爆破された。
『METAL BUILD』ではスナイパー・パックをベースに再設計したものが登場した。基本性能は元のままだが、大きくシルエットが変わり単独での飛行性能を獲得。搭載したAIが独自に判断して支援攻撃を行うことが可能だが、精密射撃を行う際にはモビルスーツとの合体が必要となる。合体時は頭部と両肩を覆うような形状となり、両肩のミラージュコロイド発生装置でゲシュマイディッヒ・パンツァーのように限定的ながらビームの歪曲を可能とする。ローエングリンランチャーとの連動も考慮されており、単独飛行時に合体可能なほか、モビルスーツでの同時使用も可能である。

#### ショートレンジアサルト（仮称）
戸田泰成「ASTRAY R 第4巻 『last unit：パワードレッド』」に登場したもの。頭部にコンプリートセンサー、ハンドガンは右手に持ち、アーマーシュナイダーは当然ながらセカンドとしての物を2本（隠し4本）装備する。劇中ではミラージュコロイドで姿を隠すジェネシスαを探し出し、内部にメンバーを潜入させるためのミッションで選択していた。
特定の呼称は公式で定められていない。

### セカンドL
ソキウスとの決闘でバックパックを含む背面に甚大なダメージを負い、勝利の証拠品として頭部を持ち去られてしまったブルーフレームに、劾から伝えられていたプランを基にエリカ・シモンズとロウ・ギュールの手によってオーブで強化改修を施した機体。そのロウの頭文字をとって「L」が名前に組み込まれている。
本体の両肩には劾が設計した「フィンスラスター」というバーニア兼用ユニットを導入。これは並のバックパックに匹敵する出力を有し、強制的な姿勢変更や緊急回避などに使用され、底部面積が小さくなるように改良された脚部とあわせて近接格闘戦における運動性を飛躍的に高めている。
次に、ストライクルージュ用で少しだけ余っていたPS装甲素材を使って「二重装甲」が組み込まれた。わずかな量をコクピット周辺に絞って活用し、省電力で済むよう外部装甲の圧力センサーがダメージを感知したら通電するというアイデアで、奇しくも同時期に連合が開発したトランスフェイズ装甲と同じものであった。
最後に、自分のレッドフレーム用に考えていた「専用頭部ユニット」と「タクティカルアームズ」が提供され全プランが固まった。背中から腰部の尻尾状パーツあたりには単純なフレームジョイントが付いており、それを介して本体とタクティカルアームズがドッキングしている。2本設置されている物は追加のバッテリーパック。そのためアストレイ標準装備は（一部を除いて）常用しなくなったが、戸田泰成『ASTRAY R』第4巻では、ハンドガンを持つ姿、ビームライフルを持つ姿がそれぞれ見られた（167、182頁）。ゲーム『EXTREME VS』では対ビームシールドも装備している。
つまり「セカンドLという名のオプションセット」ともいえるため、セカンド本来の姿は前項「セカンドG」の形態である。なお、Lの状態では頭と背中に装着するタイプのオプションは併用できないが、ミーティア（核動力仕様）とのドッキングは可能だった。
また『DESTINY ASTRAY B』の時点でモルゲンレーテの整備でバッテリー系が高性能のパワーパックに交換され、それ以前より稼働時間が30%延長している。
専用頭部ユニット
戦闘機などの尾翼に似たV字アンテナと、顎を保護するチンガードが目を引くデザイン。ガードはシャッター式で顔全体を覆うこともでき、ボクシングでいうピーカブースタイルでの格闘を想定したもの。イーゲルシュテルンは両頬に内蔵。最大の特徴として「タクティカルアームズ」の遠隔コントロール機能を有しており、ある程度の距離ならドラグーンのように動かすことができる。
タクティカルアームズ
通常は背中に装着されフライトユニットとして機能するが、分離・変形する事で、本体全長ほどの巨大な実体剣となる「ソードフォーム」と、『SEED』世界では類を見ないMS用砲台となる「ガトリングフォーム」の3形態をとれる多機能型バックパック。
ラミネート装甲製であり、広い面積を利用して対ビーム防御に使えるだけでなく、アルミューレ・リュミエールなどに対する有効な武器にもなり、剣状態の斬撃にはバーニアの加速力も足される。
90mmガトリングは未変形でも発射でき、背後や死角への攻撃も可能。砲台時には本体から分離したバッテリーパックが合体する。当初は4連装すべてが実弾でフェイズシフト装甲などには無力だったが、あとから劾自身の手でビーム砲を加えた半々銃身に強化され、選択あるいは混合で放てるようになった。
後に更なる発展を遂げ、「セカンドリバイ」や「レッドフレーム改」へと受け継がれた。

#### ローエングリンランチャー
戦艦を前提にして搭載される陽電子破城砲をMS用にスケールダウンしたオプションセット。砲身は縦分割され両腰に1つずつ装着される。リアアーマーにはエネルギー供給用の核エンジン（原子炉）を設置したため、追加バッテリーパックは外されている。威力は艦載型よりはさすがに劣るが、従来のMS用火器とは比べものにならない破壊力を持つ。
実際に発射するには核エンジンを起動しなければならないが、ニュートロンジャマーの問題があるので単体では使用できない。しかし、衛星を護る巨大モビルアーマー「ペルグランデ」が有するNジャマーキャンセラーを逆利用し、文字通り密接するまで接近することでエンジンを起動させるという戦術で達成した。また、核駆動MSであるドレッドノートイータとの共闘で使用した事もあった。

### サード
『FRAME ASTRAYS』に登場。東アジア圏のジャングル戦に向けて、仲間のリード・ウェラーを通じて調達したパーツを投じ、アメノミハシラ内のファクトリーにてロウが改修を担当した姿。
部隊行動を考慮し通信機能を強化した頭部を持ち、障害物の多くビームの使用制限がある密林での戦闘を考慮し、機体各部にレアメタル製のソードをはじめとした各種装備が追加されている。背部に大型の可動式スラスターユニットを装備し機動力を増強。このユニットは最大で頭部後方に水平展開する。尻部には2挺のライフルをテール状にマウント、手持ちのアーマーシュナイダーはその銃尻に格納する仕様へと微調整。両肩は「フィンスラスター」ではない単純な増加装甲に差し替え。両腕には大型ソードとアンカーランチャーをマウント。アンカーはソードの切っ先と反対方向にあり、使用時は前腕ジョイントを軸にユニットを旋回させる。アキレス腱部にも折り畳み式のナイフが追加されている。また、作中未使用の装備としてニーアーマー内部にはビーム、トリモチ、ニードル、散弾等を発射可能なノズルと、ビームサーベルの発信器、換装用の頭部がデザインされている。
なお、セカンドLと同じく任意でセカンドGに戻せる。実戦投入は任務開始後しばらくしてからで、劾はそれまでの繋ぎとしてハイペリオンGに搭乗していた。

### セカンドリバイ
『VS ASTRAY』に登場。サードの実戦データを元に、セカンドLを再改修した姿。機体全体の見直しと武装の改良により、さらに高い汎用性を得ている。
アーマーシュナイダー
ファイティングナイフに似た曲線的な形状となり、刀身の伸縮機構も廃止されている。刃と持ち手の中間に肉抜き穴が追加され、これに人差し指を差し込んで拳銃のように保持する。鞘の造型も一変し、コの字型のフックのようなアタッチメントに日本刀でいう打刀の向きで懸架する仕様になった。
タクティカルアームズII
従来の3形態に加え、刀身を2分割しトンファーのように両腕で保持する「ソードアーム」と、ガトリング砲単体を手持ち使用できる「ガトリングアーム」の2形態が追加された。ソードアームは「サード」の大型ソードを参考にした形態で、新機能として刀身の峰側（連結時の接合面）にビーム刃の発生装置を内蔵する。

### D
『DESTINY ASTRAY B』に登場。ダンテ・ゴルディジャーニ駆るアストレイノワールとの決戦用に特化した姿。
セカンド仕様を基本としてきた従来の強化形態と異なり、一旦すべてのパーツを初期のノーマル仕様に戻した上で改修を行っている。ノーマル仕様のパーツはソキウスたちとの戦いで破損・喪失したため、アメノミハシラ内のファクトリーで再生産されたパーツを組み込んでいる。背部にはストライカーパック規格のコネクターが増設され、エールストライカーを改良したヴィーヴルストライカーを標準装備する。アストレイノワールのソードピストルに対抗すべく、頭部両側、両肩、両腰、ヴィーヴルストライカー上部に格闘用の実体剣を配置。刀身の強度こそソードピストルにおよばないが、機体からの量子通信で遠隔操作されるドラグーン・システムの機能が付加されている。ダンテ戦の後は、両腕にカートリッジ式の2連装銃であると同時にドラグーン・プラットホームとしても機能するブレイドガンが追加装備される。
ドラグーン
全身に装備されたソード型のドラグーン。頭部にセンサー搭載タイプのセンサードラグーンが2基、両肩にミラージュコロイド・ステルス / ゲシュマイディッヒ・パンツァー搭載タイプのステルスドラグーンが4基、両腰に大型剣タイプのソードドラグーンが2基、ヴィーヴルストライカーに砲撃特化タイプのビームキャノンドラグーンが2基の計10基が装備されている。また、両腕のブレイドガンに全身のドラグーンを装着させ、大型銃剣「シペールソード」として使用可能。「シペール」はギリシア語の鱗 (lepis) の綴りを逆にしたもので、「逆鱗」の意味を持たせている。

### フォース
下記のフルアーマー・フェイズシフトを装備した状態のみが公開されている仕様。「フォース」の名称は『機動戦士ガンダムSEED FRAME ASTRAYS Vol.1』10頁で確認できる。機体はほぼ「セカンドG」（肩は通常型で、バックパック&サーベルは未装備）で、右眉間部に短い1本アンテナを備える頭部（他にも、ノーマル型頭部の姿や、巨大な丸型センサーが顔半分をしめる頭部のイラストも）となっている。その初出時は本体の全身のほとんどが無色の線画だったため（足首は小型化したハイヒール仕様）、模型作例ではノーマルのブルーフレームに沿った塗色だったが、後年に描き起こされたフルカラー設定画でセカンド仕様の配色（プレートアーマーが白、胸中央にサーペントテールのロゴ入り）となり、足首もセカンドと同形状となっている。

#### フルアーマー・フェイズシフト
フェイズシフトを展開できるアーマーオプションで、太陽にある謎の砲台の破壊ミッションで使用された。熱を遮断する融除材ジェルの供給システムも内蔵しており、単独での大気圏突入も可能。全身を覆うような形状は一見鈍重そうなイメージを与えるが、後方へ展開することで太陽近辺の重力に逆らい離脱できるほどの推力を発揮するスラスターユニットとして機能する。
武装はアーマー上部に備えられた「レーザー砲」2門と、本体側の「大きなバルカン」1門、「ハンドガン」2挺、「ナイフ」2本（×4本）など。「スケイル・システム」と同位置に備えるナイフのデザインは、既存アーマーシュナイダーのどれとも異なる物で、グリップが茶色、鍔が灰色という単純なシースナイフ・タイプのようである。一方、セカンドG（L）における脚部の隠しナイフは、ほぼそのままで装備されている。
登場時期
『機動戦士ガンダムSEED』本編放送時に刊行された模型誌における初出時においては、「ナチュラルとコーディネイターの戦争が終結した時期」とのみ記述される。一方で、後年に公開された時系列表においては『機動戦士ガンダムSEED DESTINY』終了後の、「大きな戦争は終結した」ころとされる。
開発ベース
最初期の模型誌掲載時ではノーマルのブルーフレームをベースとしていたが、後にブルーフレームセカンドGをベースとした記述が見られ、さらにその後、ブルーフレームフォースをベースとした資料が見られる。

## グリーンフレーム
『FRAME ASTRAYS』に登場。全5機製造されたP0シリーズの内、パーツ状態まで製造されヘリオポリス崩壊により行方不明となっていた2機の内の1機。アメノミハシラ内でロウ・ギュールにより組み立てられた。当初、故郷であるアジアのとある村の窮状を知ったバリー・ホーが、アメノミハシラのロンド・ミナ・サハクのもとへ相談に訪れた際に、本機を譲り受けている。その後、バリーを師事して東アジア共和国第13密林保護区に潜伏している反政府ゲリラの青年トロヤ・ノワレに譲渡された。
P04は、パイロットのトロヤがまだ心身共に未熟である事もあってか、他のP0シリーズの様に大幅な事後改装はされておらず、形状、基本性能共に他4機の新造時状態とほぼ同一。特に、機体本体のエクステリアは全く同型である。ただし、組上げ・修復の際に、ロウにより、ヘリオポリスで開発が進められていたナチュラル用OSの発展型、及び擬似人格搭載教育型コンピュータをベースとしたストライクルージュの操縦支援AIの発展型である戦闘支援AIが組込まれ、それと連動したセンサーの強化が行われている（このため機体各部のセンサー類は新造時のアストレイより優れている）。これは、センサーとの連動により、「戦闘状況を分析し、完全な回避行動を可能とする」能力があるとされている。
緑色のフレームは、先行3機のようにオーブによって用途別に色が振り分けられたわけではなく、ジャングルでの使用が決まったのちに塗装されたもの。
ツインソードライフル
アストレイ純正のビームライフルに代わり装備された専用ライフル。遠近両面での戦闘を想定し、銃身上下にスライド展開式のビームサーベル2基、銃尻に斧状の実体ブレードが設置されている。非使用時は腰部にマウントされる。

## ミラージュフレーム
『VS ASTRAY』に登場。「ライブラリアン」が運用する第5のアストレイ。型式番号の「LM」は「ライブラリアン・ミラージュ」の略。確認されているライブラリアンの所属MSの中では、唯一のオリジナル機からの改造機である。長らく行方が掴めなくなっていたが、ライブラリアンがパーツを発見し、組み上げている。パイロットは、かつて自分を殺した劾への憎悪をそのままに、カーボンヒューマンとして再生されたロンド・ギナ・サハクが務める。
ブルーフレームセカンドリバイの情報を入手したライブラリアンにより格闘戦に特化した改造が施され、ブルーフレームサードのように全身にブレードが装備（両腕で1対、両脚で3枚1組のを1対）されている。また、コマンダーモード（通常形態）からグラディエーターモード（格闘形態）への変形機能も追加されており、頭部が180度回転し後頭部の第2の顔が出現、全身のブレードが展開される。
装甲と外部フレームは、ヴァリアブルフェイズシフト素材に変更され、頭部には新たに3基のアンテナが装備されている。このアンテナは、額に1本、後頭部に2本のブレードアンテナが配されており、前方の1基は、主に指揮官機としての通信機能の為に使用。後方の2基はグラディエーターモードにおいて近接戦でのセンサーが強化され、自機の周辺に散布したミラージュコロイドの動きを把握することで、散布したエリア内の物体の動きを感知するミラージュコロイドセンサーアンテナとなっているが、遠距離の情報収集能力がオミットされるという欠点もある。
手持ち武器として、アストレイ標準装備も用意されているがビームライフルと対ビームシールドはグラディエーターモード時には使用出来ない為、使用する機会が少なく装備されないことも多い。多数の斬撃武器を装備する為、ビームサーベルも投擲武器として使用がメインとなる。また、レッドフレームの様に日本刀型の実体剣「アメノハバキリ」が新たに装備されている。
セカンドイシューに改造後は、この形態を「ファーストイシュー」と区別している。
天羽々斬（アメノハバキリ）
ミラージュフレームの装備する日本刀型の実体剣。ガーベラ・ストレートやタイガー・ピアスのデータが使用されており、VPS装甲材製で刀の硬度に応じて色が変化する。
名称は日本神話に登場する十束剣の別名で、オロチ（サーペント）殺しの伝承に由来することからギナによって名付けられた。
Bソード（ブレスレットソード）
両腕に装備された長身の実体剣。タクティカルアームズIIのソードアームに対応する為に開発される。先端にはビーム砲が内蔵されている。
Aソード（アンクレットソード）
両脚に装備された獣の爪のような実体剣。3枚の短刃が1組になっている。蹴撃に使用される他、格闘時の機体の安定性を高める効果もある。
ミラージュコロイド
本機は特殊ミラージュコロイドの搭載によって外観そのものを偽装することが可能で、アメノミハシラにヘイルバスターと共に攻撃を仕掛けた際は、ノーマル状態のゴールドフレームに擬態していた。この能力から、「ミラージュ（幻影）」の名称の由来ともなっている。
また、ミラージュコロイド・ステルスによって機体を隠匿する運用も可能。
備考
本機が公式媒体において発表される以前には、仮案の5号機としてグレーのフレームの機体が存在された事が書籍の後書きで言及されていた。
『VS ASTRAY』において登場したアストレイの5号機は「ミラージュフレーム」という呼称が用いられたが、これはライブラリアン機体特有の気象を現す名前とあらゆる色を表現できる幻影を兼ね合わせたものであると千葉智宏は語っている。

### セカンドイシュー
ミラージュフレームを再改造し、超至近距離の格闘戦のみに特化された姿。基本装備は共通だが、BソードとAソードはC（コンパクト）ソードとして小型化されており、全て3枚1組となっている。変形機能は駆動機構を生かしたより本格的なものとなり、人型のタイラントモード（通常モード）から、バクゥやガイアのデータを使用した四足獣形態のブルートモード（MAモード）へと変形する。改造前同様、遠距離での決め手となる武器はないが、反応速度が劇的に向上されたことで、相手の砲撃を全て回避することが可能となり、砲撃MSによる支援の必要はなくなった。ただし、その性能を十分に生かすにはパイロットの肉体にも改造処置が必要となる。その反応速度により、相手の周りを高速移動しつつ攻撃を加え、反撃の隙を与えない様は「ブルート・フォース・アタック」と呼ばれる。「セカンドイシュー」の原意は「書籍の第2版」。
CソードBタイプ（コンパクトソードブレスレット）
両手に装備された実体剣。Bソードとは異なり、Aソードのように3枚の短刃によって構成される。ブルートモードによる高速機動による加速が加わる事によってさらに破壊力が増す。
CソードAタイプ（コンパクトソードアンクレット）
両脚に装備された3枚の短刃を持つ実体剣。以前のミラージュフレームに装備された物より刃が短くなっている。リーチが短くなった代わりに強度が増している。
ブルートヘッド
アストレイのバックパック換装機構に装着されるセカンドイシュー専用のバックパック。ブルートモードでは頭部となる。また、腰部に移動している通常バックパックからビームサーベルはこちらに移設されている。ブルートモードへの変形用のパーツだが、他のアストレイにも装着可能で、接近センサーの強化とビームサーベル本数の追加を行うことができる。
サーベルファング
ブルートヘッドの頭部に装備されたビームサーベルで、正面方向にサーベルが展開される。
フィンライフル
肩に装備されたビームライフルで、砲身にはフォビドゥンのゲシュマイディッヒ・パンツァーを応用したコロイド技術が装備されており、ビームを曲射する事が可能。ただし、装備の小型化により射程距離が短い。

### サードイシュー
ファーストイシューのミラージュコロイドセンサーアンテナ、Bソード、Aソードをセカンドイシューへ組み込んだ機体。セカンドイシューのブルートモードの様な形態には変形しているが、ファーストイシューのグラディエーターモードの様に変形するかは明らかになっていない。その性能は「人間では操縦できない」と言われるほどまで異常な状態になっており、その性能を生かすにはパイロットは人間である事を捨てなければならない程にまで改造する必要がある。
なお、1/100プラモデルではセカンドイシューに同シリーズのミラージュフレームのパーツを組み合わせて再現する事が可能になっており、ファーストイシューのグラディエーターモードやセカンドイシューのブルートモードに当たる形態への変形は可能となっている。

## ノワール
『DESTINY ASTRAY B』に登場。地球連合軍のカスタムMS開発計画「アクタイオン・プロジェクト」の番外編として極秘製造された、プロトアストレイの改修機。ただしプロジェクト機というのは建前であり、実際は劾と深い因縁を持つ傭兵ダンテ・ゴルディジャーニが私的に調達した機体である。
頭部ブレードアンテナが4本に増設され、背部にはストライカーパック規格のオプションコネクターが追加されている。機体名の「ノワール（フランス語の黒）」が示すとおり、機体のカラーリングはダンテのイメージカラーである黒を基調としているが、他のアストレイと違いフレームと装甲の両方が黒となっており、またストライカーパックとしてノワールストライカーを装備したことが、機体名の由来ともされ、本来のアストレイシリーズとは外れた異端の機体であることを示している。
M8F-SB93 ソードピストル
剣の達人であるダンテの戦法に合わせ、ストライクE用のM8F-SB1 ビームライフルショーティーに日本刀型の刀身を組み合わせた装備。不使用時は両腰にマウントされる。この刀身は一般的な銃剣と異なりグリップに沿う形で取り付けられており、通常の刀剣に近い取り回しが可能となっている。当初はアクタイオン社の技術不足から刀身強度が不足していたが、ライブラリアンの協力により問題は解決する。完成した刀身には高い完成度と名刀であるという証明として「菊一文字」、「虎徹」と刻まれている。

### ノワールD
ダンテが乗り捨てたアストレイノワールを「一族」が回収し、ダンテの部下である戦闘用コーディネイター、エルザ・ヴァイスがパイロットを引き継ぎ、より機動性を高めた調整が施された。左肩に施されたダンテのパーソナルマークには、エルザのイニシャルである「E」が上書きされている。破壊されたノワールストライカーに代わって、新たにデスティニーRシルエットが装備されている。名称の末尾に加えられた「D」は「デスティニー」の略である。ダンテが搭乗するブルーフレームDとの戦闘後は彼に返却され、元のノワールの仕様に戻されている。

## ターンレッド
『DESTINY ASTRAY R』に登場。アクタイオン・インダストリー社の技術者ヴァレリオ・ヴァレリ（通称ダブルブイ）が、ロウへの対抗心からアクタイオン・プロジェクトで製造されたアストレイ系機体の予備パーツを持ち入り製作した機体。ダブルブイの搭乗機ではあるが、操縦は彼が8に開発させたAI「80」がすべて担当している。外観は基本的にオリジナルと同じだが、頭部のみは大型のブレードアンテナとチンガードを追加した独自の形状を持つ。武装面ではブルーフレームセカンドLを模倣しており、専用設計のバックパックに2基のタクティカルアームズと4基のバッテリーパックを備えている。タクティカルアームズは設計したロウにも想定外のブーメランとしても使用した。
直衛機として、左右対称型の無人機ハイペリオンGRとハイペリオンGLを従え、「トリオ・システム」によって高度な連携を行う。後にコクピットにはあらゆるエネルギー兵器と衝撃に耐える「超スーパーセーフティーコックピット」という構造に改良され、コックピットハッチ部は「超スーパーセーフティーシャッターグレイト」を内蔵して普通なら死ぬような攻撃でも防ぎきるようになった。また制御AIは自己進化システムを導入した「800」へと改良された。

## ロードアストレイ
『天空の皇女』に登場。「民衆の君主」の異名を持つ財界人フェアネス・ツヴァイクレが、オーブ製のアストレイをベースに自ら再設計した機体。世界をより良くする為に政治家を目指しているフェアネスが、あえて「王道ではない」アストレイに王（Lord）への道（Road）を歩むという意味を込めて、ロード（Lord）アストレイと命名した。
フレームの色はグレーを基調としており、通常装甲の繋ぎ目に配置したフェイズシフト装甲搭載用のエネルギー供給プラグや、ヴォワチュール・リュミエールの搭載を想定した大容量のバックパック換装機構、高出力のS22型パワーシリンダーといった新機構を採用し、さらには駆動OSもフェアネスが独自に作成しているという、ロウをもうならせる趣味が込められた逸品。
初登場時点では未完成状態で、搭載された新機構も十全に機能していないが、フェアネスはアメノミハシラを襲撃してきた3機のジンハイマニューバ2型を単機で撃破する戦果を挙げる。

### ロードアストレイΩ
ロードアストレイΩ（ロードアストレイオメガ）は『天空の皇女』に登場する機体。フェアネスの手に渡った150ガーベラのレアメタルΩを用いて、ロードアストレイを改修した機体。型式番号はMHF-01Ω。
装甲の一部にしかレアメタルを採用しなかったため、完全体とは言い難い状態にあるが、フェアネスの操縦技量もあり比類なき強さを発揮する。装備として大剣「ロードロングソード」を持つが、これは2本に分割可能なほか、中心部のパーツには鞭状の武器を内蔵している。

### ロードアストレイZ
ロードアストレイZ（ロードアストレイズィー）は『天空の皇女』に登場する機体。物語ではロードZと短く略称されている。パイロットはリーカ・シェダー。
P.L.A.N.T.の手に渡った150ガーベラのレアメタルを用いて、フェアネスがプラントへ牽制の為に送ったロードアストレイΩの設計図を基にして製造した機体。メイン武装は背中にマウントした際、「Z」の形となる2機1対の鎌。ときた光一は自身のTwitterで、青色を基調としたカラー画稿を公表している。
フェアネスが新たなデスティニープランの実行を中止した後、本来は抑止力として開発されたロードZは封印された。